# Our Blushing Brides
Our Blushing Brides ist ein US-amerikanischer Spielfilm mit Joan Crawford. Er beendete eine Serie von drei Filmen, die mit Our Dancing Daughters 1928 begonnen hatte, 1929 mit Our Modern Maidens fortgesetzt wurde und stets das Schicksal von drei Freundinnen schilderten.

## Handlung
Die drei Freundinnen Gerry, die als Mannequin arbeitet, Connie, eine Parfümerieverkäuferin und Franky, die in der Stoffabteilung beschäftigt ist, sind alle bei einem großen Kaufhaus in Diensten. Sie teilen sich ein Appartement und versuchen, sich reiche Männer zu angeln. Franky, ein leichtlebiges Mädchen mit lockeren Moralvorstellungen, wird rasch die Geliebte von Martin, einem Playboy. Connie erregt die Aufmerksamkeit von David Jardine, dem nichtsnutzigen jüngeren Erben des Kaufhauses. Gerry ist besonnener als ihre Freundinnen. Nur sehr widerwillig akzeptiert sie die Zuneigung von Tony Jardine, dem ernsthaften und vernünftigen Bruder von David. Als er jedoch versucht, Gerry zu seiner Geliebten zu machen, machte sie deutlich, dass sie für solche Vergnügungen nicht zur Verfügung steht. Gerade als Gerry ihren Freundinnen ihr Leid klagen will, kommt die Polizei und nimmt Franky fest, die im Verdacht steht, Marti bei seinen Gaunereien geholfen zu haben. Auch Connie hat Pech: David will eine reiche Erbin heiraten und verlässt daraufhin seine Geliebte. Aus Verzweiflung bringt sich Connie am Abend der Hochzeitsfeierlichkeiten um. Die charakterliche Stärke, mit der Gerry all die sich ergebenden Probleme löst, überzeugen Tony, sie zu heiraten.

## Hintergrund
Mit Our Blushing Brides beendete MGM eine Trilogie von drei Filmen, die all das Personalpronomen Our im Titel trugen und mit Our Dancing Daughters 1928 begann. Für Joan Crawford, die ihrer Karriere 1925 als Statistin begonnen hatte und die in den letzten Jahren als Darstellerin ausgelassener Flapper zu Ruhm gekommen war, bedeutete der Film einen Wendepunkt in ihrer Laufbahn. Nachdem sie im Vorjahr den Sprung zum Tonfilm ohne Probleme geschafft hatte, war es jedoch an der Zeit, ihr Rollenfach an die geänderten Umstände anzupassen. Mit der sich verschärfenden Weltwirtschaftskrise war die Jazz-Ära mit Charleston und kurzen Kleidern allmählich passé.
Crawford, die stets genau auf ihr Image achtete, brachte das Studio dazu, ihr erstmals in diesem Film eine dramatische Rolle zu geben. Our Blushing Brides machte aus den drei Heldinnen, die in den vorherigen Filmen reiche Erbinnen waren, folgerichtig hart arbeitende Mädchen, die sich ihre Lebensunterhalt selber verdienen müssen. Dabei stellt das Drehbuch die grundsätzliche Frage, ob in einer Zeit der wirtschaftlichen Unsicherheit Werte wie Tugend und Moral überhaupt einen eigenen Stellenwert haben. Oder ob nicht die Umstände es verlangen, ökonomische Sicherheit durch moralisch fragwürdige Entscheidungen, wie die Liaison mit einem reichen Mann, zu erreichen. Dieses Thema wurde in den Filmen der Jahre noch dutzendfach interpretiert und ein ganzes Genre, die confession tales oder Bekenntnisfilme, etablierte sich daraus. Um den überwiegend weiblichen Fans Joan Crawford ohne sonderliche Brüche in der Logik auch als armes Ladenmädchen in aufwändigen Kostümen und teurer Seidenunterwäsche präsentieren zu können, machte das Drehbuch aus Gerry ein Mannequin, die ein Großteil der Handlung auf dem Laufsteg in wechselnder Garderobe verbringt. Der Film war die zweite von sechs gemeinsamen Filmen von Crawford mit Robert Montgomery. Heute ist der Film besonders für die Sets von Cedric Gibbons bekannt, der teilweise spektakuläre Art déco Kulissen entwarf. In Österreich kam der Film 1932 unter dem Titel Jede will heiraten (Probierdamen) in den Verleih.
Joan Crawford war sich der minderen Qualität des Materials wohl bewusst, als sie gegenüber Roy Newquist ausführte:

„[E]in weiterer Reinfall. Der arme Bob Montgomery hatte keine Chance gegen das Drehbuch, zum Glück war meine Rolle okay.“

## Kinoauswertung
Der Film kam am 19. Juli 1930 in den nationalen Verleih. Produktionskosten von 337.000 US-Dollar entsprach dem Standard für einen Joan-Crawford-Film aus der Zeit. Er spielt in den USA mit einer Summe von 874.000 US-Dollar eine beachtliche Summe ein. Mit den Auslandseinnahmen von 337.000 US-Dollar und einem kumulierten Gesamtergebnis von 1.211.000 US-Dollar konnte das Studio am Ende einen Gewinn von 412.000 US-Dollar realisieren. Crawford gehörte damit zu den wirtschaftlich wertvollsten Stars der Gesellschaft.

## Kritiken
Lucius Beebe in der New York Times befand:

„Alles ist geschätzig und wäre einfach nur deprimierend inmitten der ganzen falschen Eleganz, wäre da nicht das humorvolle und intelligente Spiel von Joan Crawford, die ihre Rolle eines Mannequin mit genug Selbstsicherheit für eine Marquise und genug Tugend für ein ganzes Regiment angeht. Wenn das Spektakel über eine Verkäuferin, die sich mit dem Auftreten von Park Avenue benimmt auch nicht ganz überzeugend ist, so ist es doch wenigstens amüsant, auch wenn Zweifel bestehen, dass der Regisseur genau das beabsichtigt hat.“

Photoplay war sich bewusst, was die weiblichen Fans von einem Crawford-Film erwarteten.

„Sie müssen Joan Crawford in dieser Seidenunterwäsche sehen! Der Film hat echtes Potential an der Kinokasse!“